# گردنه ایزور
گردنه ایزور (فرانسوی: Col d'Izoard‎) یکی از گردنه‌های آلپ است که در دپارتمان اوت-آلپ در فرانسه قرار دارد.
این گردنه در تابستان از مسیر جاده د۹۰۲ قابل دسترسی است. شیب‌های خشک و ترسناک با قله‌های دارای سنگ‌های هوازده از شاخصه‌های آن است. این منطقه، بخشی از لحظات کلیدی تور دو فرانس را رقم زده‌است.

## رقابت‌های دوچرخه‌سواری

### جزئیات سربالایی

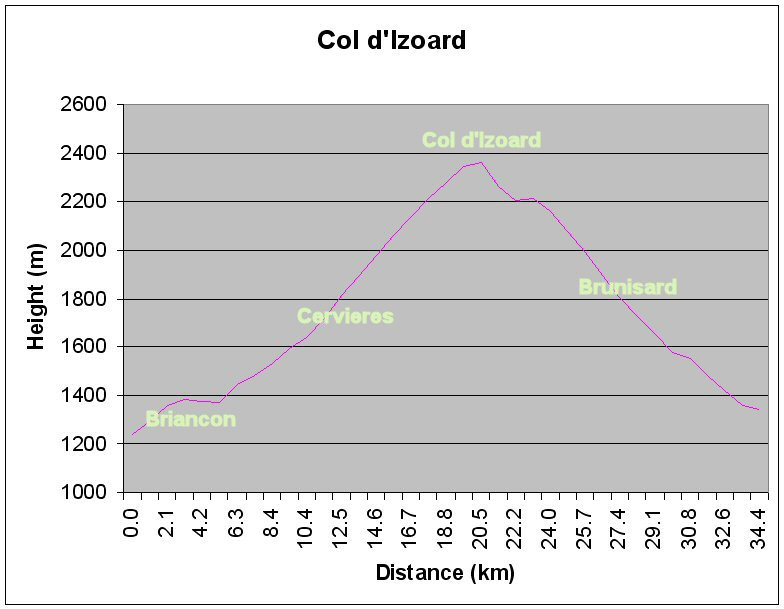
ارتفاع‌سنجی سربالایی

از جنوب، سربالایی در گییستر آغاز می‌شود و مسیری ۳۱٫۵ کیلومتری با شیب متوسط ۴٫۸٪ دارد. سربالایی اصلی در تقاطع با جاده د۹۴۷ آغاز می‌شود و از آنجا تا گردنه ۱۵٫۹ کیلومتر فاصله است. در این فاصله، ۱۰۹۵ متر افزایش ارتفاع با شیب ۶٫۹٪ انجام می‌شود و بیشترین شیب مسیر، ۱۰٪ است.
از بریانسون در شمال غربی تا گردنه، ۱۹ کیلومتر با افزایش ارتفاع ۱۱۰۵ متری و شیب ۵٫۸٪ با حداکثر شیب ۸٫۹٪ است.
در کناره‌های مسیر در هر دو سوی سربالایی، در هر کیلومتر تابلوهایی نصب شده‌است که ارتفاع فعلی، ارتفاع قله، فاصله با قله و شیب کیلومتر بعدی را نمایش می‌دهد.
معمولاً گردنه از اکتبر تا آغاز ژوئن بسته‌است.

### تور دو فرانس
گردنه ایزور بارها در مسیر تور دو فرانس قرار داده شده‌است و بارها با درجهٔ استثنایی درجه‌بندی شده‌است. برخی از صحنه‌های به‌یادماندنی تور در این گردنه به وقوع پیوسته‌اند، از جمله فائوستو کوپی، برنار تونه و لویزون بوبه با فرار در این گردنه، پیراهن طلایی را به دست آورده‌اند. یک موزهٔ کوچک دوچرخه‌سواری و یادبودی برای کوپی و بوبه در قلهٔ مسیر قرار دارد.

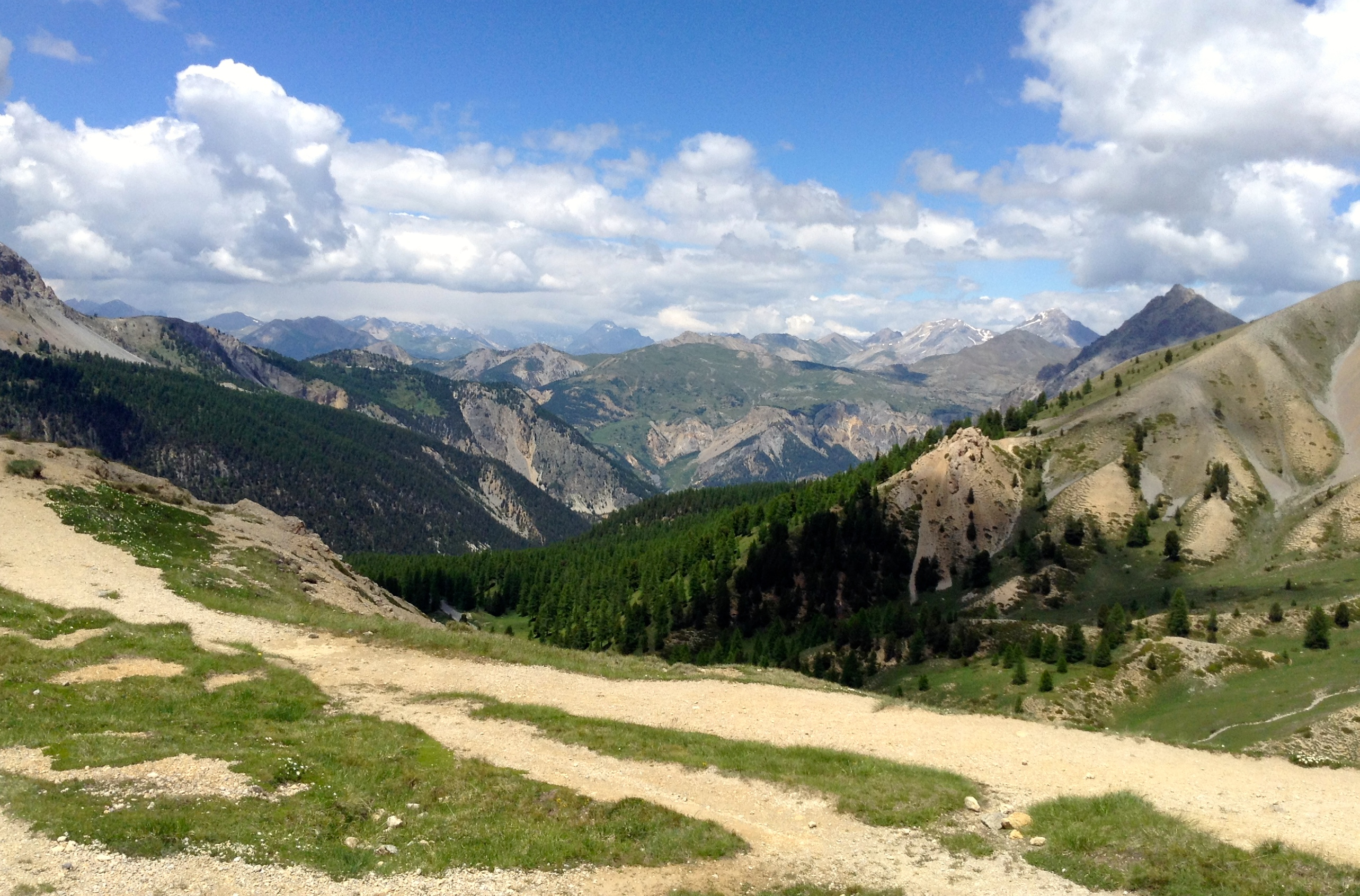
سراسرنمایی از بالای گردنه